# バーンポーン駅
バーンポーン駅（バーンポーンえき、タイ語:สถานีรถไฟบ้านโป่ง）は、タイ王国中部ラーチャブリー県バーンポーン郡にある、タイ国有鉄道南本線の駅である。

## 概要
バーンポーン駅は、タイ王国南部ラーチャブリー県の人口17万人が暮らすバーンポーン郡にある。駅の正面側（西側）が市街地であり、町の中心部よりやや南側に位置する。一等駅であるが、全列車が停車する訳ではなく、1日に22本（11往復）の列車が発着しその内訳は特急3往復、快速4往復、普通4往復である。
当駅に発着するバンコク発着の列車は、トンブリー駅とクルンテープ・アピワット中央駅、クルンテープ駅の3箇所からの発着である為注意が必要である。優等列車は全てクルンテープ・アピワット中央駅発着であり、クルンテープ駅から、普通列車利用で2時間程度である。

## 歴史
タイ国有鉄道南本線は東北本線、北本線に次ぐ3番目の幹線として1899年に着工された。南本線は前記2線とは異なり始めから1,000mm軌間を採用して敷設された。（前記2線は当初は標準軌間である1,435mmで敷設されたがその後1,000mm軌間に改軌された。）
1903年6月19日に旧トンブリー駅 - ペッチャブリー駅間が開業し、当駅もそれに伴い開業。
- 1903年6月19日 【開業】旧トンブリー駅 - ペッチャブリー駅 (150.49km)

## 駅構造

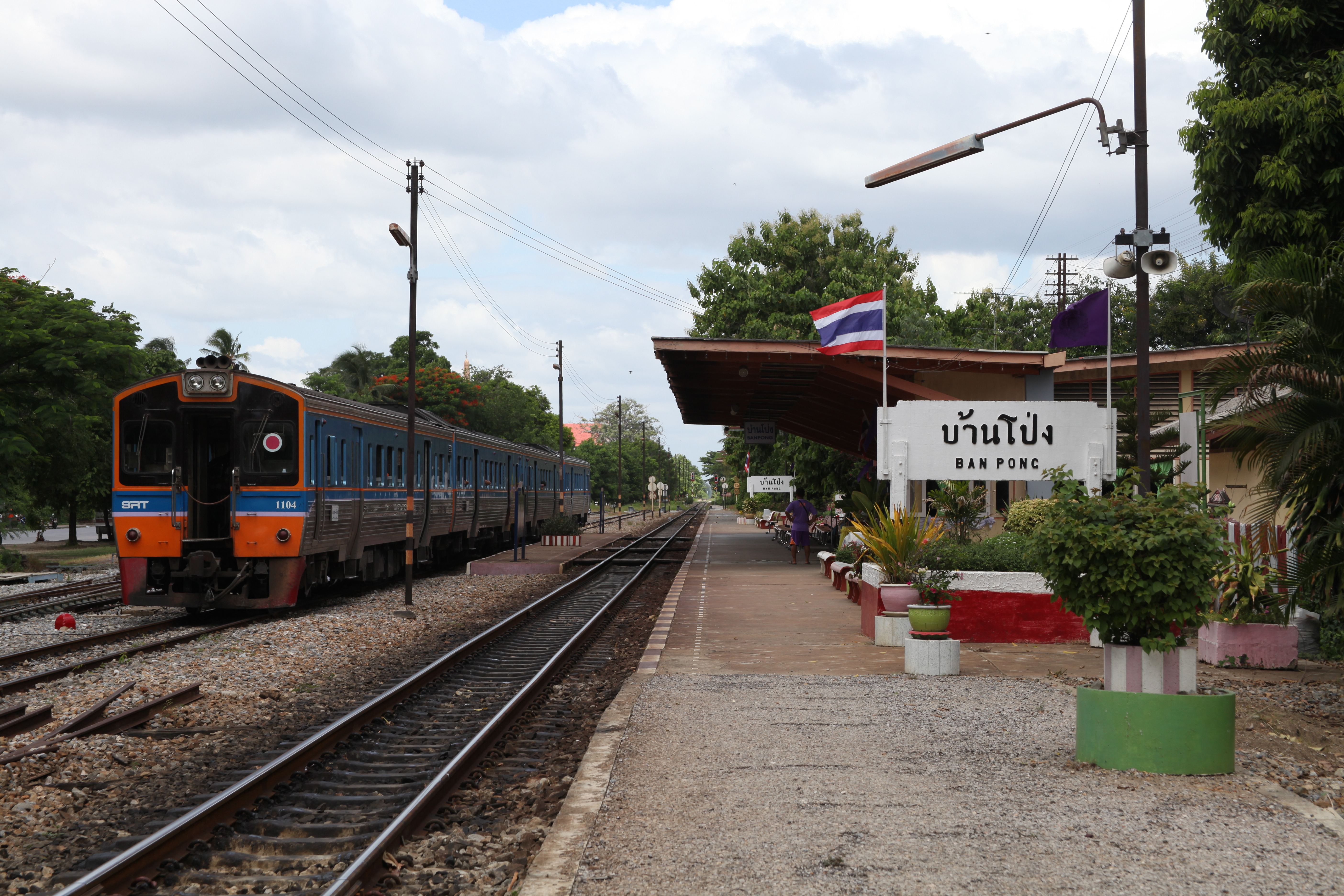
バーンポーン駅構内

単式及び島式1面の複合型ホーム2面2線をもつ地上駅であり、駅舎はホームに面している。

## 駅周辺
- バーンポーンバスターミナル (400m)